# 庆丰水库 (牟定)
庆丰水库是中国云南省楚雄彝族自治州牟定县境内的一座水库，位于祭龙河上，建于1956年。水库正常库容为987万立方米，集雨面积为59平方千米，海拔为1786.47米。